# Cathedral Canyon
Cathedral Canyon es una película estadounidense de drama de 2013, dirigida por Paul Oliver Davis, que a su vez la escribió, musicalizada por David Grossman, en la fotografía estuvo Paul Hudson y los protagonistas son Winsor Harmon, Noelle Wheeler, Jose Rosete y Lorenzo Lamas, entre otros. El filme fue realizado por MoviesMakingADifference y se estrenó el 14 de junio de 2013.

## Sinopsis
Una historia situada en el desarrollo moderno de Phoenix, como así también en las comunidades polígamas del campo del norte de Arizona. Se puede ver un enlace oculto entre estos mundos muy distintos, que posibilita que prosigan los actos de esas agrupaciones.